# Торжество Православ'я

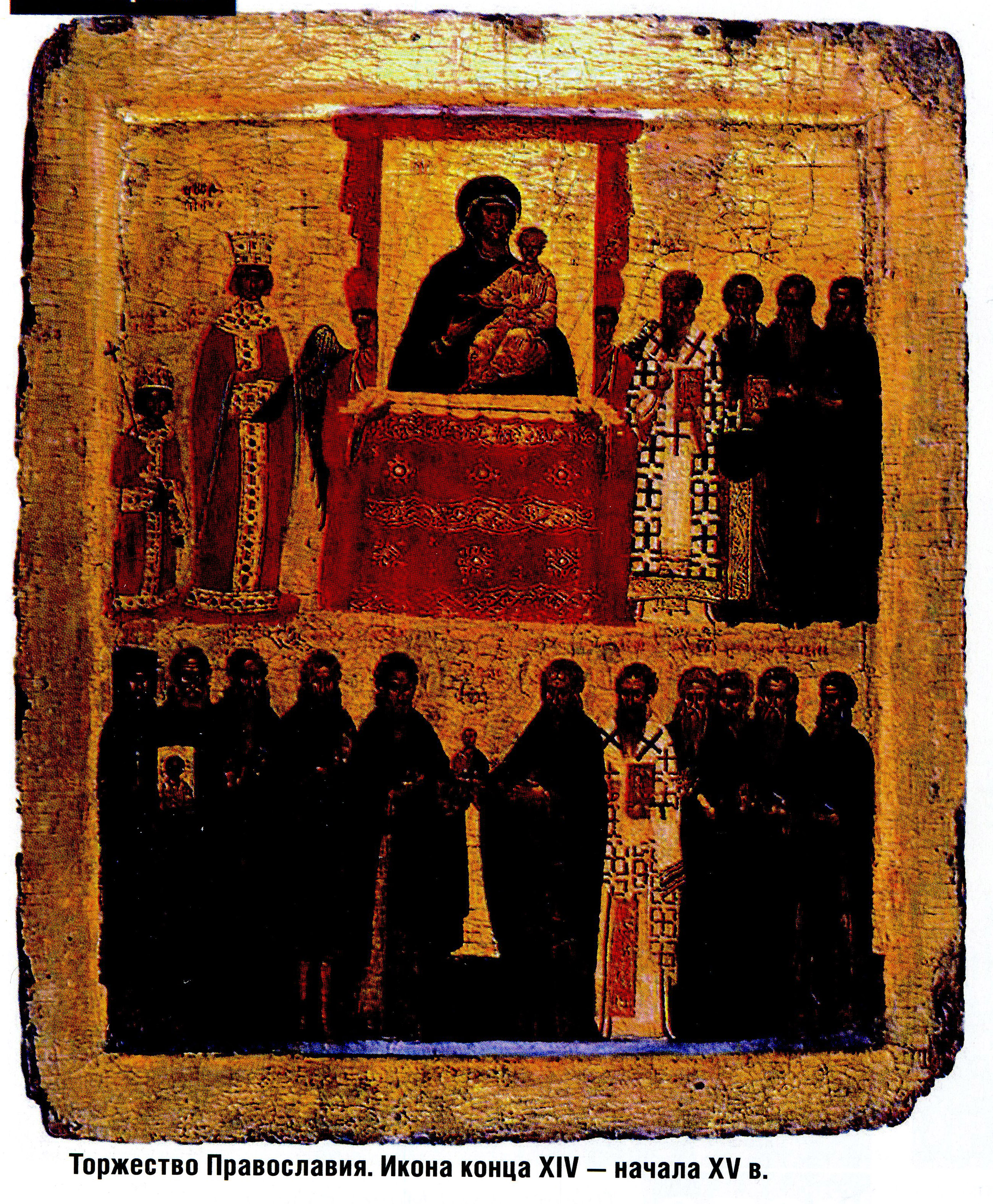
Ікона Торжество Православ'я

Торжество́ Правосла́в'я (грец. το θρίαμβο της Ορθοδοξίας) — свято в Православній церкві, що чиниться в першу неділю Великого посту.
Встановлення свята пов'язано з подіями Константинопольського собору 843 року, скликаного імператрицею Феодорою для відновлення іконошанування  у Візантійській імперії.

## Історія встановлення
До VIII століття вчення про шанування ікон, ґрунтоване на Святому Письмі й освячене звичаями перших християн, було начебто беззаперечним. Проте серед народів і окремих священників розвинулася єресь іконоборства, що поставила під загрозу віками надбані традиції: більше сотні років право молитися перед образами омивалося слізьми й окроплювалося кров'ю православних. Їх самих, як і в окремих випадках ікони та мощі святих, кидали в темниці, людей катували, топили і спалювали.
Після Сьомого Вселенського собору, що затвердив шанування ікон, гоніння послабилися. Цариця Феодора оголосила: «Хай буде проклятий той, хто не шанує зображення Господа нашого, Його Пресвятої Матері й усіх святих!». Мефодій, Патріарх Константинопольський, тоді ж встановив особливий чин святкового богослужіння.
Після церковного собору, що засудив іконоборців і відновив іконошанування в імперії, Феодора влаштувала церковне торжество, яке припало на першу неділю Великого посту, що була 11 березня 843 року і було присвячене остаточній перемозі над «єрессю іконоборства».
Тим самим у Церкві закінчився період вироблення так званого «христологічного богослов'я» (чи православного вчення про Христа), а ікона тут стала саме зримим свідченням реальності Боговтілення. З тих пір відзначати Торжество Православ'я стали в першу неділю Великого посту, оскільки найперше його святкування в 843 році випало саме на першу великопісну неділю.
Приблизно до XI століття в Церкві склався і особливий чин Торжества Православ'я. В його богослужбових текстах прославляється торжество Церкви над усіма коли-небудь існуючими єресями, повторюються тези постанов семи Вселенських соборів, а також проголошується анафема тим, хто перед Православною Церквою вчинив тяжкі гріхи.
За словами церковного історика Карташева, один з візантійських літописців описав цю подію таким чином:
|  | Цариця запропонувала найсвятішому патріарху Мефодію сповістити і зібрати всіх православних митрополитів, архієпископів, ігуменів, кліриків і мирян, щоб прийшли у Велику Церкву Божу з чесними хрестами і святими іконами в першу неділю святого Посту. І коли незліченна безліч народу зібралося, приходить і сам цар Михайло зі святою і православної матір'ю своєї Феодорою і з усім синклітом … з'єднавшись зі святим Патріархом, разом рушили від вівтаря зі святими іконами і чесним хрестом і святим євангелієм і пішли з літією до воріт палацу, так званих Кентавріевих. І після довгої молитви та скрушного багатослізного і невимовного солодкого волання Κύριε ελέησον [5] вернулися у святий храм для здійснення божественної таємничої літургії з великою радістю і торжеством. І таким чином відновлені святі і чесні ікони для вшанування і поклоніння в храмі Божому. Благочестиві ж самодержці зі всечесним і святим патріархом Мефодієм та колишніми при ньому тоді митрополитами і преподобними подвижниками постановили: щорічно в першу неділю святого Посту святкувати урочисто у Великій Божої Церкви це святе і чесне свято, яке і святкується донині. Ікони одночасно були поставлені і в усіх церквах Константинополя. |

На спомин про цю подію, значущу для християнського світу, і в пам'ять імператриці Феодори щорічно в першу неділю Великого посту Православна церква урочисто святкує відновлення іконошанування.

## Зміст свята для сучасників
У сучасних реаліях Торжество Православ'я слід  розуміти як певний особистий проміжний підсумок початку Великого посту, коли віруюча людина намагається жити так, як повинен жити справжній  християнин, із максимально можливим особистим старанням. У цей період людина більше молиться, частіше намагається брати участь у богослужіннях, слухає покаянний канон Андрія Критського. 
Всі ці зусилля в цілому призводять до торжества особистого життя у Христі.